# Lachnaea pusilla
Lachnaea pusilla är en tibastväxtart som beskrevs av Beyers. Lachnaea pusilla ingår i släktet Lachnaea och familjen tibastväxter. Inga underarter finns listade i Catalogue of Life.